# Clubiona subsultans
De Clubiona subsultans (tên tiếng Anh: dennezakspin) là một loài nhện trong họ Clubionidae.
Loài này thuộc chi Clubiona. Clubiona subsultans được Tord Tamerlan Teodor Thorell miêu tả năm 1875.